# Amasjáš
Amasjáš (hebrejsky: אֲמַצְיָה‎, Amacja), v českých překladech Bible přepisováno též jako Amacjáš, Amaciáš či Amaziáš, byl z Davidovy dynastie osmým králem samostatného Judského království. Jeho jméno se vykládá jako „Posílil Hospodin“. Moderní historikové a archeologové uvádějí, že vládl asi v letech 798 př. n. l. až 769 př. n. l. Podle kroniky Davida Ganse by však jeho kralování mělo spadat do let 3100–3115 od stvoření světa neboli do let 662–646 před naším letopočtem, což odpovídá pouhým 15 letům vlády, ačkoliv spisy Tanachu mu připisují 29 let vlády. Tuto nesrovnalost židovští učenci vysvětlují tak, že zbylých 14 let vlády je nutno započítat do celkové délky kralování jeho syna Azarjáše, neboť ten usedl na judský trůn ještě za jeho života, přesněji v době, kdy Amasjáše po prohrané bitvě zajal izraelský král.
Amasjáš byl synem judského krále Jóaše a jeho ženy Jóadany. Na jeruzalémský trůn usedl ve svých 25 letech poté, co byl jeho otec zavražděn. V bitvě v Solném údolí jižně od Mrtvého moře drtivě porazil Edomce, dobyl a vyplenil jejich hlavní město Selu a zajistil si tak přístup k Rudému moři. V té době se paradoxně odklonil od víry v Hospodina a začal uctívat edómské bohy. Později však prohrává ve válce se severním izraelským královstvím, kdy je nejen zajat, ale je značně poškozen i samotný Jeruzalém. Kvůli tomu a také kvůli uctívání cizích božstev se Amasjáš nakonec stává obětí spiknutí judejců. Nejprve sice utekl do Lakíše – tam však byl zřejmě po několikaletém nerušeném pobytu zabit.